# Блог-литература
Блог-литература — художественные произведения, которые пишутся в формате блога, разновидность сетевой литературы.
Блог-литература может писаться как в полном соответствии с форматом дневника (даты, разговорный стиль, обращения), так и просто как набор миниатюр или глав, где новые фрагменты могут быть реакцией на комментарии к предыдущим. Кроме того, блог-литература может быть коллективным творчеством, когда для написания художественного текста используется коллективный дневник (например, сообщество в Живом журнале).

## Коллективная литература в формате блога
Примером произведения, написанного в коллективном блоге, в Рунете может являться «Котокнига».

## Серии миниатюр
Большую популярность практически с нуля получили авторы Живого журнала, пишущие в жанре сказочно-исторической миниатюры, — bormor (Пётр Бормор) и polumrak. Серии последних о демиургах были опубликованы и в бумажной форме.

## Традиционные произведения как блог-литература
К блог-литературе может быть отнесено традиционное авторское творчество, когда в блоге в процессе написания публикуются главы произведения, никак не адаптированные к формату дневниковых записей, не обладающие свойством фрагментарности, при написании которых никак не использовался движок блога. Тем не менее, процесс написания такого произведения является интерактивным и дальнейшее развитие сюжета может зависеть от комментариев, что отличает произведение от журнальной публикации. Примером такого произведения является «Черновик» Сергея Лукьяненко.